# Euryolpium
Euryolpium es un género de arácnido del orden Pseudoscorpionida de la familia Olpiidae.

## Especies
Las especies de este género son::
- Euryolpium agniae Redikorzev, 1938
- Euryolpium amboinense (Chamberlin, 1930)
- Euryolpium aureum Murthy & Ananthakrishnan, 1977
- Euryolpium granulatum Murthy & Ananthakrishnan, 1977
- Euryolpium granulosum (Hoff, 1947)
- Euryolpium indicum Murthy & Ananthakrishnan, 1977
- Euryolpium intermedium Murthy & Ananthakrishnan, 1977
- Euryolpium michaelseni (Tullgren, 1909)
- Euryolpium oceanicum Murthy & Ananthakrishnan, 1977
- Euryolpium robustum Murthy & Ananthakrishnan, 1977
- Euryolpium salomonis (Beier, 1935)
- Euryolpium striatum Murthy & Ananthakrishnan, 1977